# Estación de Brujas
Brujas es la principal estación de tren de Brujas, Flandes Occidental, Bélgica. La estación se inauguró el 12 de agosto de 1838 en las líneas ferroviarias 50A, 51 y 66. El edificio actual está en uso desde 1939. La estación es una de las más transitadas de Bélgica. Los servicios de tren son operados por la Sociedad Nacional de los Ferrocarriles Belgas (NMBS/SNCB).

## Historia
El ferrocarril llegó a Brujas en 1838, cuando se inauguró el ferrocarril de Gante a Brujas, con el rey Leopoldo I y la reina Luisa María. La línea estaba más cerca del centro de la ciudad de lo que está hoy y pasaba por la gran plaza 't Zand dentro de las murallas medievales. Un par de semanas más tarde se inauguró el ferrocarril de Brujas a Ostende. 

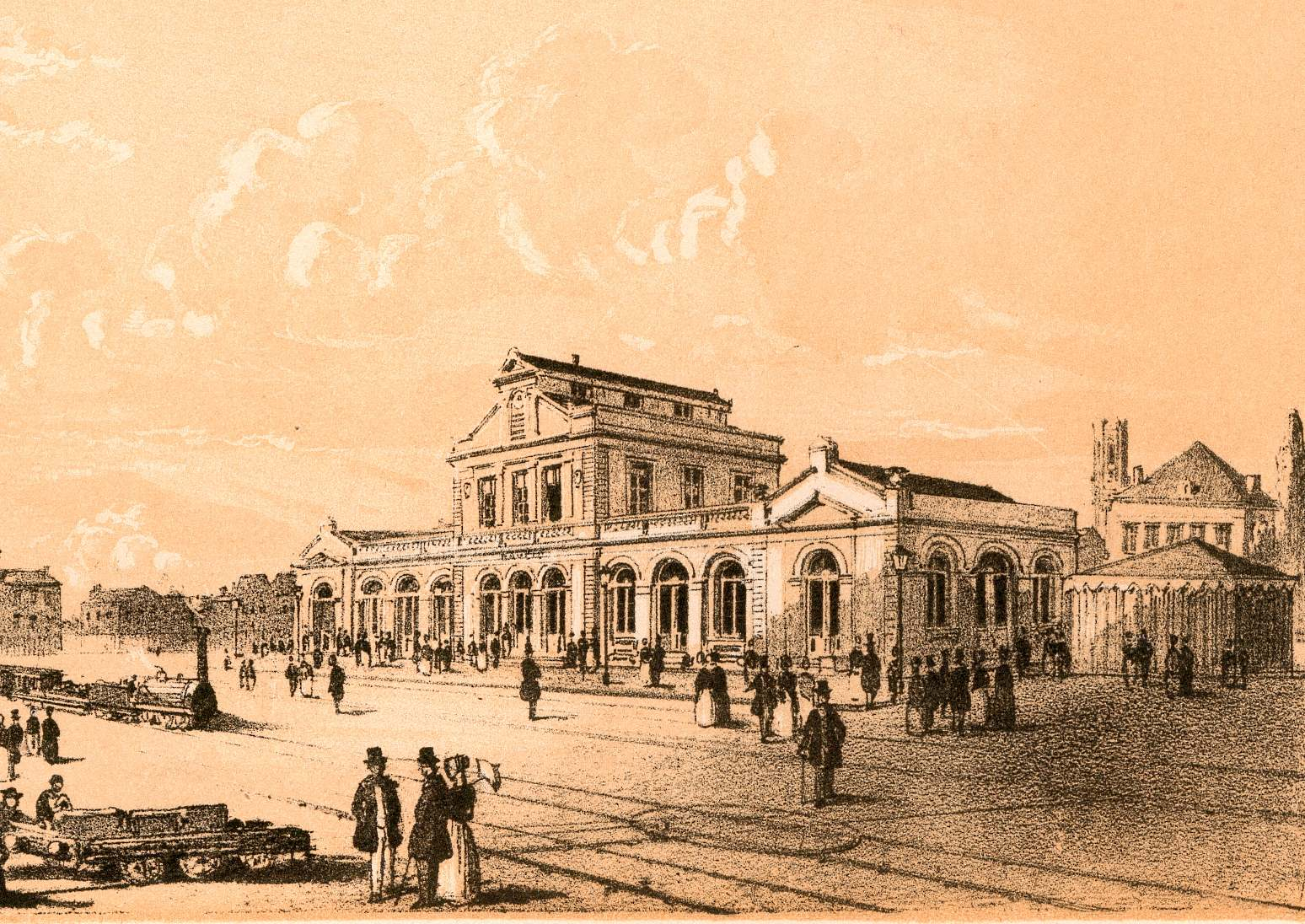
Estructura de la primera estación en 1844

En los primeros 6 años de su existencia no hubo ningún edificio de estación, este se inauguró en 't Zand en 1844, diseñado por Auguste Payen. El ferrocarril a Kortrijk se inauguró en 1846-1857 y las líneas a Eeklo y Blankenberge en 1863. El resultado del éxito de los ferrocarriles fue que la estación era demasiado pequeña. En 1879 el edificio fue demolido y reconstruido en Ronse, donde aún se encuentra hoy. Después de su finalización en Ronse, se hizo evidente que el edificio había sido reconstruido accidentalmente al revés, lo que provocó que el frente diera a las vías en lugar de a la calle. En 1886 se completó un nuevo edificio de la estación, diseñado por Joseph Schadde.
Las obras del actual trazado ferroviario extramuros de la ciudad comenzaron en 1910, pero fueron abandonadas durante la Primera Guerra Mundial y no se terminaron hasta 1936. El edificio actual de la estación, diseñado en estilo internacional por los hermanos Josse y Maurice, Inaugurada en 1938. La estación de 1886 permaneció abandonada en 't Zand durante la Segunda Guerra Mundial, antes de su eventual demolición en 1948.
La estación contó con un servicio ferroviario de alta velocidad Thalys diario a París entre 1998 y el 31 de marzo de 2015.

### Modernización
En 2007, la estación fue la décima más transitada de Bélgica y se esperaba un gran aumento de pasajeros en los próximos años. En 2004 se inició la modernización y ampliación de la estación. El túnel bajo los andenes se amplió 12 metros, dejando más espacio para pasajeros y pequeñas tiendas. Se mejoró el acceso a los andenes con nuevas escaleras, escaleras mecánicas y ascensores. Las obras finalizaron en mayo de 2009. Detrás de la estación se completó en 2010 un aparcamiento subterráneo para 800 coches y 1, 000 bicicletas.

## Servicios de tren

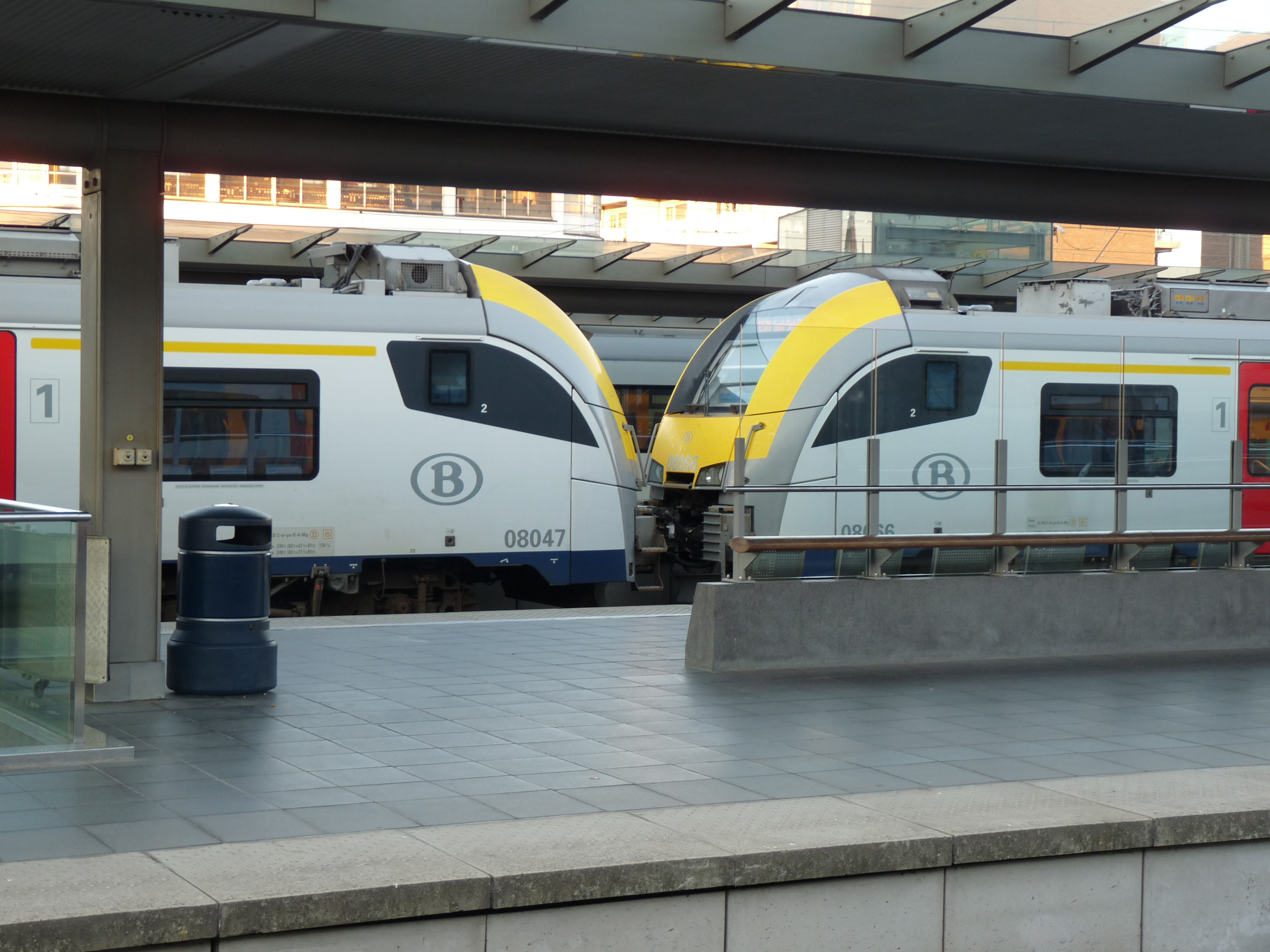
Trenes en los andenes de la estación en 2018

La estación cuenta con los siguientes servicios:
- Servicios de Intercity (IC-01) Ostende - Brujas - Gante - Bruselas - Lovaina - Lieja - Eupen
- Servicios de Intercity (IC-02) Ostende - Brujas - Gante - Sint-Niklaas - Amberes
- Servicios de Intercity (IC-03) Knokke/Blankenberge - Brujas - Gante - Bruselas - Lovaina - Genk
- Servicios de Intercity (IC-23) Ostende - Brujas - Courtrai - Zottegem - Bruselas - Aeropuerto de Bruselas Servicios interurbanos (IC-23A) Brujas - Gante - Bruselas - Aeropuerto de Bruselas (laborables)
- Servicios de Intercity (IC-32) Brujas - Roeselare - Courtrai
- Servicios locales (L-02) Zeebrugge - Brujas – Gante – Dendermonde – Mechelen (entre semana)
- Servicios locales (L-02) Zeebrugge - Brujas – Gante (fines de semana)